# Harald Funch
Harald Funch, född 17 juli 1869 i Stockholm, död 28 juli 1932 på Ökna, Bogsta, var en svensk bruksägare. Han var från 1895 gift med Elsbeth Funch.

## Biografi
Harald Funch var son till grosshandlaren Harald Theodor Funch. Efter mogenhetsexamen i Stockholm 1888 utexaminerades han från Tekniska högskolans avdelning för kemisk teknologi 1892. Funch arbetade efter utländska studieresor som ingenjör vid Liljeholmens Stearinfabriks AB 1893–1898. 1898–1899 verkställde han om- och tillbyggnaden av AB Helios fabrik i Skien. Funch var 1900–1906 chef för Kloster AB:s Stockholmskontor och 1908–1918 och 1921–1923 disponent för Klosters AB och Rällingsbergs grufveaktiebolag. 1908–1918 var han även VD för Byvalla–Långshyttans Järnväg. Funch var styrelseledamot i bland annat Klosters AB 1905–1918 och i Kopparberg-Hofors sågverks AB 1902–1906. Han var 1911–1916 suppleant i riksgäldsfullmäktige. Funch sändes 1918 till Sibirien på särskilt uppdrag av svenska regeringen och till USA och Kanada 1920. Funch skapade en stor samling östasiatisk konst på sitt gods, Ökna säteri.